# Jájome Alto
Jájome Alto es un barrio ubicado en el municipio de Cayey en el estado libre asociado de Puerto Rico. En el Censo de 2010 tenía una población de 641 habitantes y una densidad poblacional de 49,88 personas por km².

## Geografía
Jájome Alto se encuentra ubicado en las coordenadas 18°3′26″N 66°8′41″O / 18.05722, -66.14472. Según la Oficina del Censo de los Estados Unidos, Jájome Alto tiene una superficie total de 12.85 km², que corresponden a tierra firme.

## Demografía
Según el censo de 2010, había 641 personas residiendo en Jájome Alto. La densidad de población era de 49,88 hab./km². De los 641 habitantes, Jájome Alto estaba compuesto por el 82.68% blancos, el 8.27% eran afroamericanos, el 0.31% eran amerindios, el 0.16% eran asiáticos, el 2.96% eran de otras razas y el 5.62% pertenecían a dos o más razas. Del total de la población el 99.22% eran hispanos o latinos de cualquier raza.